# Anna Świderkówna
Anna Świderkówna (v českém jazykovém prostředí uváděna též jako Anna Świderková; 5. prosince 1925, Varšava – 16. srpna 2008, tamtéž) byla významná polská historička, klasická filoložka, papyroložka a biblistka, profesorka Varšavské univerzity. Zabývala se zejména obdobím helénismu a studiem antických papyrů.
Za svou práci obdržela v roce 2007 literární ocenění polského PEN klubu a v roce 2008 in memoriam důstojnický kříž Řádu Polonia Restituta.

## Výběrová bibliografie
- W "państwie" Apolloniosa (1959, habilitační práce),
- Kiedy piaski egipskie przemówiły po grecku (1959, česky jako Když papyry promluvily),
- Hellada królów (1969, Helada králů),
- Hellenika. Wizerunek epoki od Aleksandra do Augusta (1974, česky jako Tvář helénistického světa),
- Siedem Kleopatr (1978, Sedm Kleopater),
- Życie codzienne w Egipcie greckich papirusów (1983),
- Bogowie zeszli z Olimpu (1991),
- Rozmowy o Biblii (1994),
- Ewangelia według św. Mateusza (1995, Evangelium svatého Matouše), překlad z řečtiny,
- Rozmów o Biblii ciąg dalszy (1996),
- Ewangelia według św. Marka (1997, Evangelium svatého Marka), překlad z řečtiny,
- Rozmowy o Biblii: Nowy Testament,
- Koń, który trafił do historii (2004),
- Rozmowy o Biblii: Opowieści i przypowieści (2006),
- Nie tylko o Biblii (2006).

## Česká vydání
- Když papyry promluvily, Orbis, Praha 1972, přeložili Josef Vlášek a Ilona Páclová, znovu 1973
- Helada králů, Orbis, Praha 1972, přeložil Josef Vlášek
- Tvář helénistického světa: od Alexandra Velikého do císaře Augusta, Panorama, Praha 1983, přeložil Josef Vlášek
- Sedm Kleopater, Panorama, Praha 1987, přeložil Josef Vlášek